# Gouvernement Vivas VII
Ceuta
Vivas VI 
Le gouvernement Vivas VII (en espagnol : Séptimo Gobierno Vivas) est le gouvernement de la ville autonome espagnole de Ceuta depuis le 23 juin 2023, sous la législature 2023-2027 de l'Assemblée de Ceuta.

## Historique
Ce gouvernement est dirigé par le président sortant conservateur, Juan Jesús Vivas. Il est constitué et soutenu par le Parti populaire (PP). Seul, il dispose de 9 députés sur 25, soit 36 % des sièges de l'Assemblée.
Il est formé à la suite des élections du 28 mai 2023.
Il succède donc au gouvernement Vivas VI, constitué et soutenu dans des conditions identiques.

### Formation
Lors du scrutin, le Parti populaire l'emporte de nouveau avec un peu plus de 34 % des voix et 9 élus. Il reste cependant loin de la majorité absolue des sièges et se voit surpassé par le total des partis de gauche et centre gauche.
La séance d'installation de la nouvelle Assemblée se tient le 17 juin suivant. Juan Jesús Vivas est alors réélu président de Ceuta par 9 voix favorables, contre 3 pour Fatima Hamed Hossain et 2 pour Mohamed Mustafa, les 11 autres députés faisant le choix du vote blanc. Il prend ses fonctions au cours d'une cérémonie protocolaire dans la salle des séances de l'Assemblée cinq jours plus tard.
Juan Jesús Vivas dévoile le 23 juin la composition de son nouveau gouvernement, dont le nombre de départements est réduit de huit à six par la fusion des départements de l'Environnement et de l'Équipement, et des départements de l'Éducation et de la Jeunesse. Conformément à une décision de justice rendue précédemment, tous les membres du nouvel exécutif sont députés à l'Assemblée. En outre, aucun d'entre eux ne s'est vu octroyer le titre de vice-président. La cérémonie de prise de fonction des six conseillers a lieu dès le lendemain.

## Composition
- Par rapport au gouvernement Vivas VI, les nouveaux conseillers sont indiqués en gras, ceux ayant changé d'attribution le sont en italique.

| Fonction                                                                              | Titulaire | Titulaire                      | Parti |
| ------------------------------------------------------------------------------------- | --------- | ------------------------------ | ----- |
| Président                                                                             |           | Juan Jesús Vivas Lara          | PP    |
| Conseiller à l'Équipement, à l'Environnement et aux Services urbains                  |           | Alejandro Ramírez Hurtado      | PP    |
| Conseillère aux Finances, à la Transition économique et à la Transformation numérique |           | Kissy Chandiramani Ramesh      | PP    |
| Conseillère à l'Éducation, à la Culture, à la Jeunesse et aux Sports                  |           | Pilar Orozco Valverde          | PP    |
| Conseiller à la Présidence et à l'Intérieur                                           |           | Alberto Ramón Gaitán Rodríguez | PP    |
| Conseillère à la Santé et aux Services sociaux                                        |           | Nabila Benziná Pavón           | PP    |
| Conseiller au Commerce, au Tourisme et à l'Emploi                                     |           | Nicola Cecchi Bissoni          | PP    |